# For the Revolution
For the Revolution är ett album gjort av melodisk death metal-bandet Kalmah år 2008.

## Låtlista
1. For The Revolution
2. Dead Mans Shadow
3. Holy Symphony Of War
4. Wings of Blackening
5. Ready For Salvation
6. Towards the Sky
7. Outremer
8. Coward
9. Like a Slave